# ウェーバーの主題による交響的変容
ウェーバーの主題による交響的変容（ウェーバーのしゅだいによるこうきょうてきへんよう、ドイツ語：Symphonische Metamorphose von Themen Carl Maria von Webers）は、パウル・ヒンデミットが1943年に作曲した管弦楽作品。ヒンデミットの作品の中で今日最も演奏される機会の多い作品のひとつでもある。

## 概要
1934年3月に交響曲『画家マティス』がフルトヴェングラー指揮のベルリン・フィルハーモニー管弦楽団によって初演されて成功を収めて以降、ヒンデミットに対するナチスの攻撃はいっそう激しくなり、ついには亡命へと至る。ヒンデミットは1938年にスイスへ移った後、1940年にアメリカに渡り、1946年にアメリカの市民権を取得する。ヒンデミットのアメリカ時代は1953年まで続いたが、この間に書かれた作品の中で最も成功を収めたのがこの作品であった。
この作品は1943年8月にニューヘイブンで書き上げられ、ウェーバーのピアノ連弾曲『8つの小品』作品60と、『6つのやさしい小品』作品10a、劇付随音楽『トゥーランドット』作品75の序曲の中から主題が採られ、これらとその変容の形で4つからなる楽章が作られている。
初演は1944年1月20日にアルトゥール・ロジンスキ指揮のニューヨーク・フィルハーモニックによって行なわれた。

### 吹奏楽版について
本作には、ヒンデミットがイェール大学にて音楽学部長として教鞭を執っていた頃、同大学でクラリネット科教授を務め、またバンド・ディレクターも務めていたキース・ウィルソンに依頼し作成された吹奏楽編曲版が存在する。元々原曲が管楽器を効果的に活用しているだけに、吹奏楽版においてもその際だった色彩が活かされたものとなっている。

## 楽器編成
- ピッコロ1
- フルート2
- オーボエ2
- コーラングレ1
- クラリネット2
- バス・クラリネット1
- ファゴット2
- コントラファゴット1
- ホルン4
- トランペット2
- トロンボーン3
- チューバ1
- ティンパニ
- 打楽器3名：バスドラム、スネアドラム、テナードラム、銅鑼、タンブリン、トライアングル、ウッドブロック、小ゴング、シンバル（大、小）、チューブラベル、グロッケンシュピール
- 弦五部

## 構成
4楽章構成で、演奏時間は約20分ほど。また自由な変奏曲の形式になっている。
第1楽章 アレグロ
原曲は4手ピアノのための『8つの小品』作品60の第4曲（J.253）「Allegro, tutto ben marcato」。
第2楽章 「トゥーランドット」　スケルツォ、モデラート
「トゥーランドット」の主題に基づく変奏曲。
第3楽章 アンダンティーノ
原曲は4手ピアノのための『6つの小品』作品10aの第2曲（J.82）「Andantino con moto」。
第4楽章 行進曲
原曲は4手ピアノのための『8つの小品』作品60の第7曲（J.265）「Marcia maestoso」。